# Basienice
Basienice (biał. Басяніцы, Basianicy; ros. Босеницы, Bosienicy) – dawna wieś na Białorusi, w obwodzie witebskim, w rejonie brasławskim, w sielsowiecie Słobódka.
Dawniej używana nazwa miejscowości to Basińce.

## Historia
W XIX wieku wieś leżała w granicach Imperium Rosyjskiego.
W latach 1921–1945 kolonia Basienice leżała w Polsce, w województwie nowogródzkim (od 1926 w województwie wileńskim), w powiecie brasławskim, w gminie Słobódka.
Według Powszechnego Spisu Ludności z 1921 roku zamieszkiwało tu 46 osób, 41 było wyznania rzymskokatolickiego a 5 prawosławnego. Jednocześnie wszyscy mieszkańcy zadeklarowali polską przynależność narodową. Było tu 6 budynków mieszkalnych. W 1931 w 7 domach zamieszkiwało 29 osób. 
Wierni należeli do parafii rzymskokatolickiej w Słobódce i prawosławnej w Brasławiu. Miejscowość podlegała pod Sąd Grodzki w Brasławiu i Okręgowy w Wilnie; właściwy urząd pocztowy mieścił się w Słobódce.